# Bébing
Bébing est une commune française située dans le département de la Moselle, en région Grand Est.
Cette commune se trouve dans la région historique de Lorraine et fait partie du pays de Sarrebourg.

## Géographie
| Kerprich-aux-Bois | Haut-Clocher | Sarrebourg |
| Diane-Capelle     | Bébing       | Imling     |
| Barchain Héming   | Xouaxange    | Hesse      |

Deux hameaux situés au nord appartiennent aussi à la commune :
- Rinting ;
- Misselhoff.

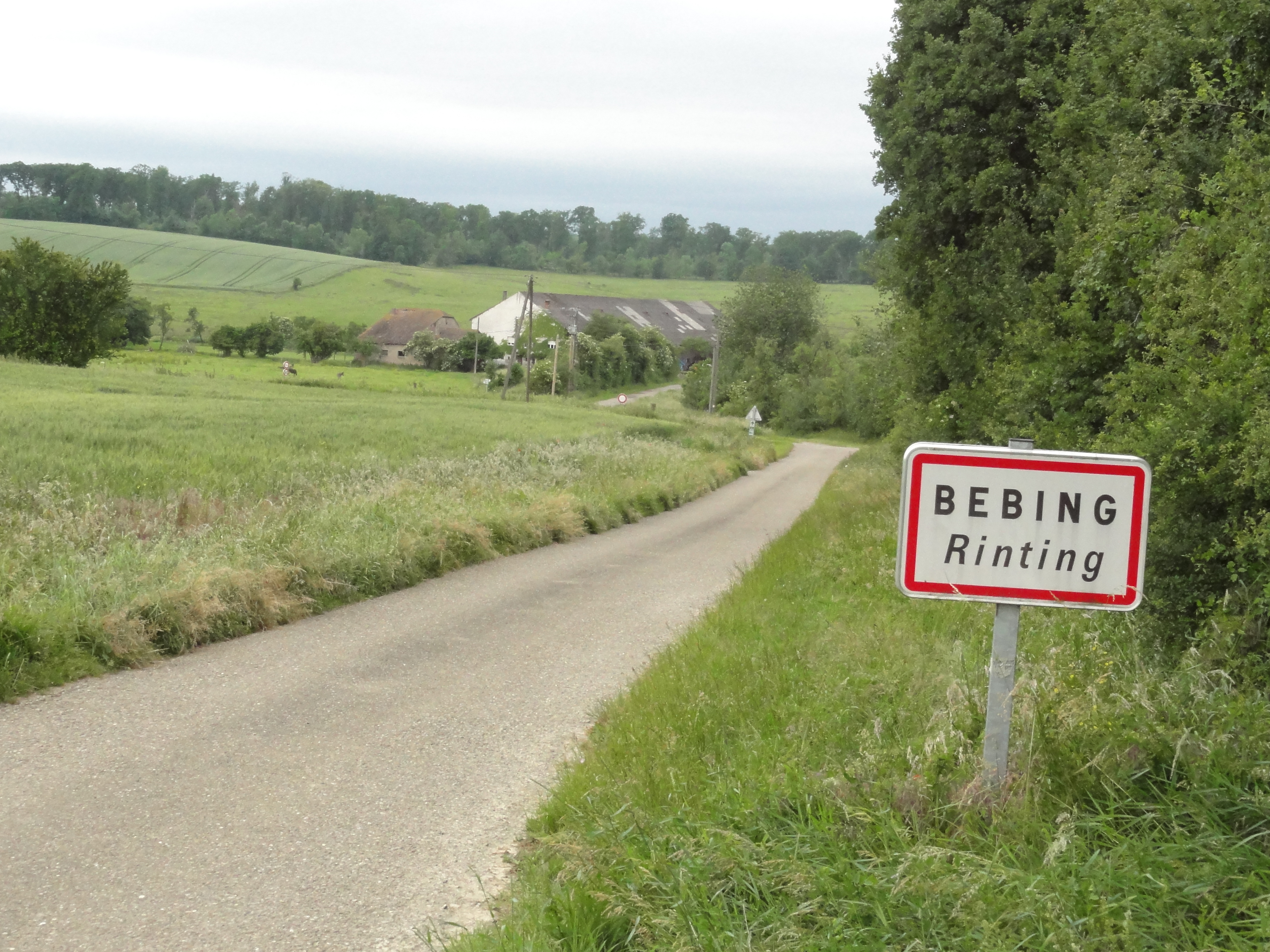
Entrée de Rinting.
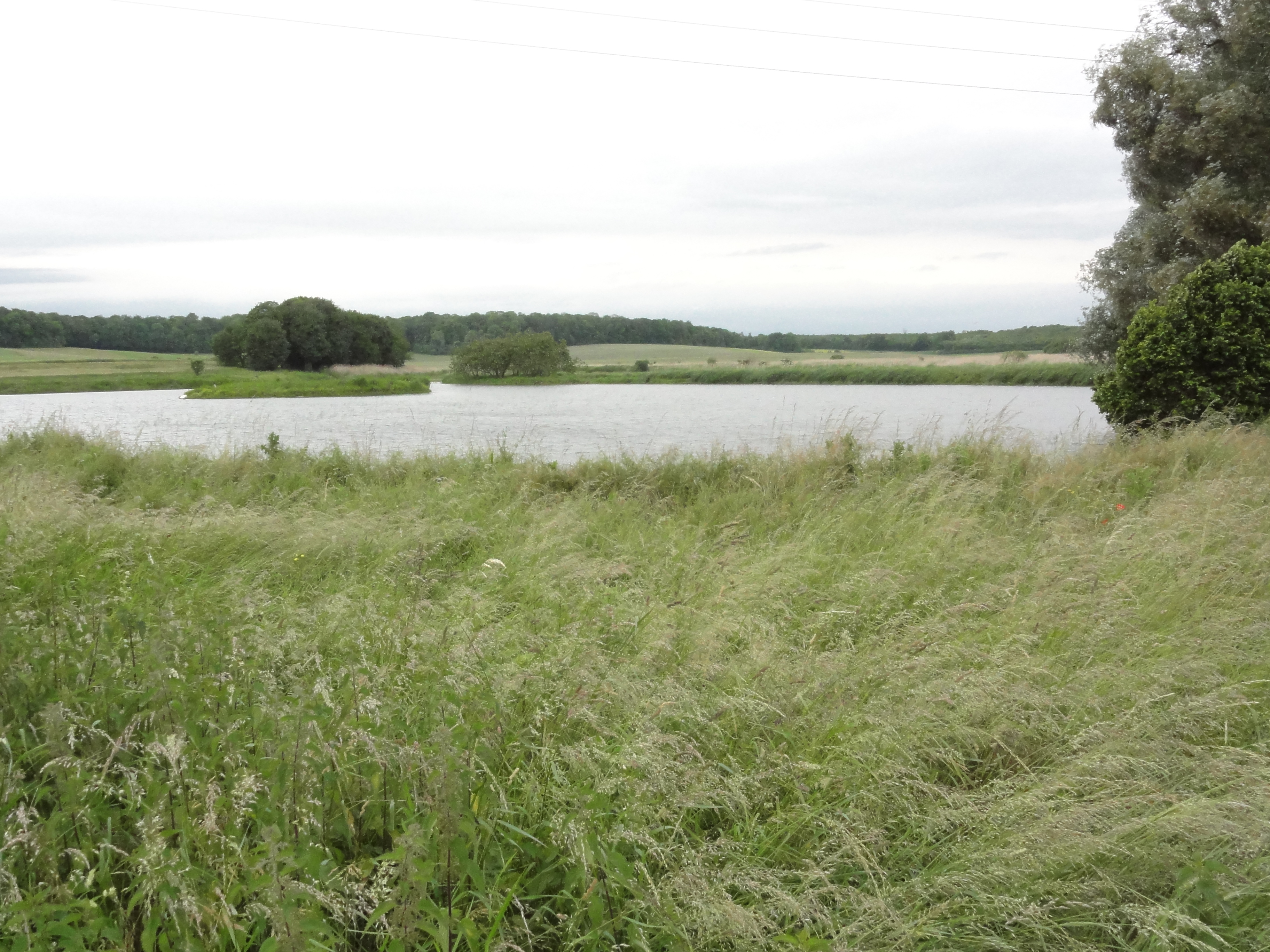
L'etang de Rinting.

### Hydrographie
La commune est située dans le bassin versant du Rhin au sein du bassin Rhin-Meuse. Elle est drainée par le ruisseau de Bebing, le ruisseau de l'Étang du Bois de Rinting et le ruisseau du Fortier.

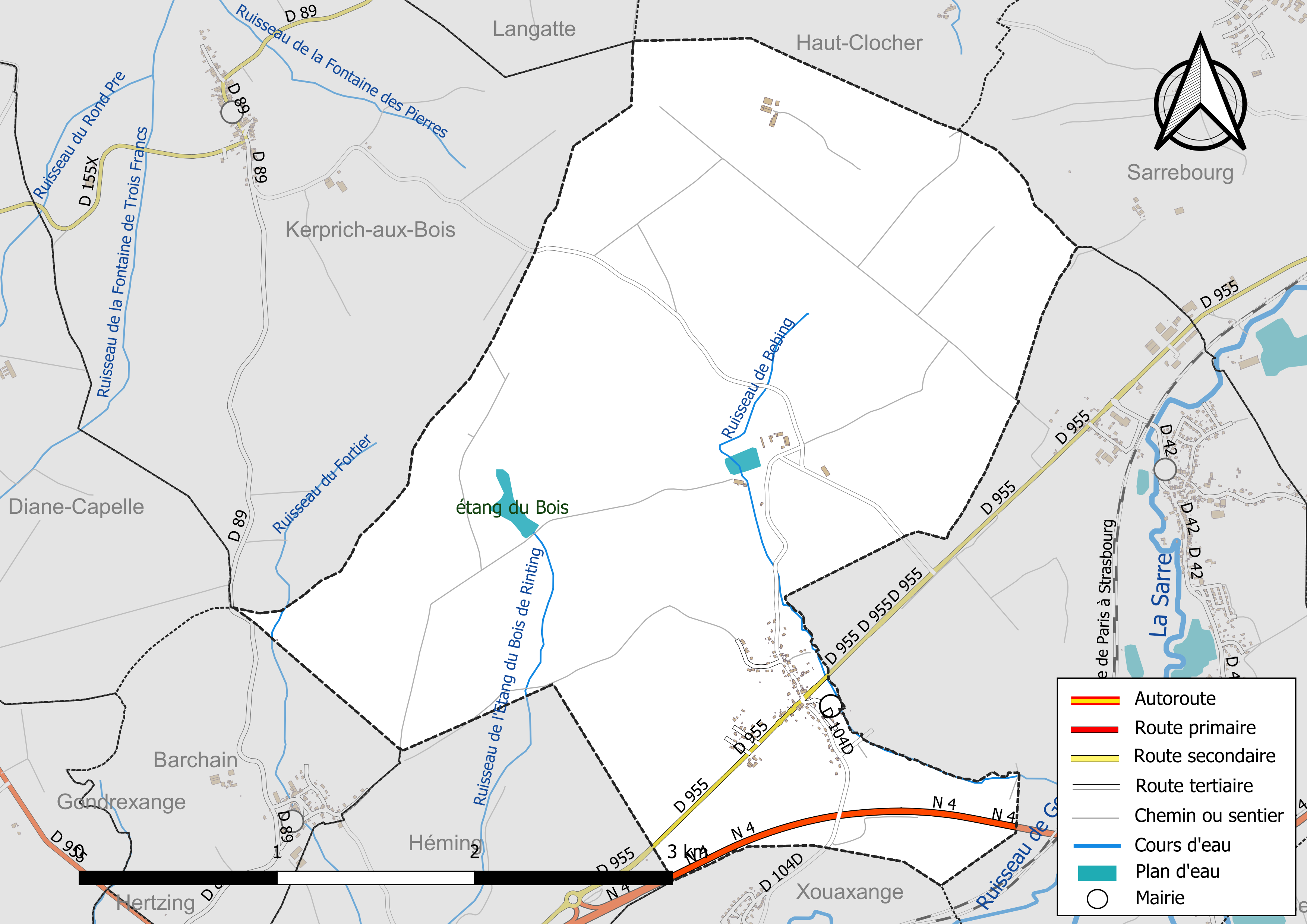
Réseaux hydrographique et routier de Bébing.

### Climat
Pour des articles plus généraux, voir Climat du Grand Est et Climat de la Moselle.
En 2010, le climat de la commune est de type climat des marges montargnardes, selon une étude du Centre national de la recherche scientifique s'appuyant sur une série de données couvrant la période 1971-2000. En 2020, Météo-France publie une typologie des climats de la France métropolitaine dans laquelle la commune est exposée à un climat semi-continental et est dans la région climatique  Vosges, caractérisée par une pluviométrie très élevée (1 500 à 2 000 mm/an) en toutes saisons et un hiver rude (moins de 1 °C). 
Pour la période 1971-2000, la température annuelle moyenne est de 9,7 °C, avec une amplitude thermique annuelle de 16,8 °C. Le cumul annuel moyen de précipitations est de 958 mm, avec 12,5 jours de précipitations en janvier et 9,8 jours en juillet. Pour la période 1991-2020, la température moyenne annuelle observée sur la station météorologique de Météo-France la plus proche, « Nitting_sapc », sur la commune de Nitting à 5 km à vol d'oiseau, est de 10,4 °C et le cumul annuel moyen de précipitations est de 993,7 mm. 
La température maximale relevée sur cette station est de 37,9 °C, atteinte le 25 juillet 2019 ; la température minimale est de −19,4 °C, atteinte le 26 décembre 2010,,. 
Les paramètres climatiques de la commune ont été estimés pour le milieu du siècle (2041-2070) selon différents scénarios d'émission de gaz à effet de serre à partir des nouvelles projections climatiques de référence DRIAS-2020. Ils sont consultables sur un site dédié publié par Météo-France en novembre 2022.

## Urbanisme

### Typologie
Au 1er janvier 2024, Bébing est catégorisée commune rurale à habitat dispersé, selon la nouvelle grille communale de densité à sept niveaux définie par l'Insee en 2022.
Elle est située hors unité urbaine. Par ailleurs la commune fait partie de l'aire d'attraction de Sarrebourg, dont elle est une commune de la couronne,. Cette aire, qui regroupe 87 communes, est catégorisée dans les aires de 50 000 à moins de 200 000 habitants,.

### Occupation des sols
L'occupation des sols de la commune, telle qu'elle ressort de la base de données européenne d’occupation biophysique des sols Corine Land Cover (CLC), est marquée par l'importance des territoires agricoles (51,9 % en 2018), en diminution par rapport à 1990 (55,3 %). La répartition détaillée en 2018 est la suivante : forêts (42,1 %), terres arables (31,9 %), prairies (20 %), zones urbanisées (3,1 %), milieux à végétation arbustive et/ou herbacée (2,6 %), espaces verts artificialisés, non agricoles (0,2 %). L'évolution de l’occupation des sols de la commune et de ses infrastructures peut être observée sur les différentes représentations cartographiques du territoire : la carte de Cassini (XVIIIe siècle), la carte d'état-major (1820-1866) et les cartes ou photos aériennes de l'IGN pour la période actuelle (1950 à aujourd'hui).

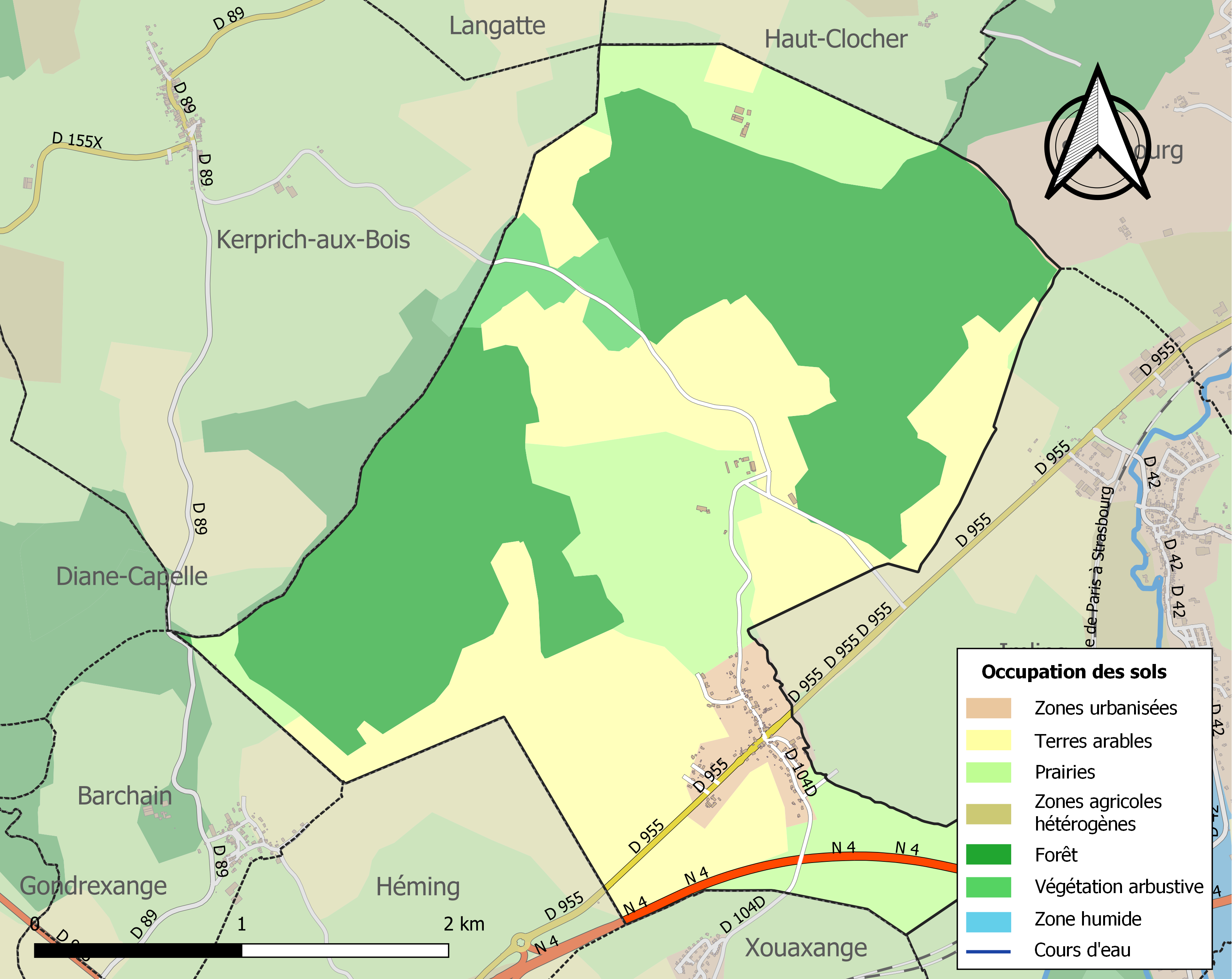
Carte des infrastructures et de l'occupation des sols de la commune en 2018 (CLC).

## Toponymie
D'un nom de personne germanique Bubo suivi du suffixe -ing.
- En 699 : Bobunisvillare.
- En 1033 : Bovenges de leiz Salleburch.
- En 1121 : Bubinga[13].
- En 1301 : Bubinguen[14].
- En 1793 et 1801 : Bebing (sans accent).
- En 1940-1944 : Bebingen.

## Histoire
- Anciennement Bobunisvillare mentionné pour la première fois en 699.
- Village de la seigneurie de Sarrebourg, rattaché à la France en 1661 (traité de vincennes).

### Rinting
Sur l'emplacement de ce hameau s'élevait avant la révolution une maison de religieuses de l'ordre de Saint-Dominique. Son dernier directeur, Henry Beck, a laissé en 1780 une notice de ce monastère écrite en allemand qui fut traduite en français.
Cette notice inclus les faits suivants : au commencement du XIVe siècle, trois veuves arrivèrent de la Souabe à Rinting ; elles obtinrent un bref d'Innocent VI en 1356. Douze prélats, tant archevêques qu'evèques, les avaient déjà autorisées à former une communauté. Plus tard, les trois veuves, avec quelques compagnes qu'elles s'étaient adjointe, demandèrent la permission au pape Sixte IV de commencer un monastère dans le Val de Renting, au lieu-dit Rohrthall (vallée du Roseau), diocèse de Metz, à une lieue de Sarrebourg. Elles postulèrent alors l'ordre de Saint-Dominique : le pape confirma leur demande en 1474.
Son successeur, Innocent VIII, donna son approbation par des privilèges et des indulgences accordés en 1485. Ces femmes pieuses élevèrent d'abord de leurs propres mains une petite maison, mais les comtes de Linange, qui étaient seigneurs de ces lieux, vinrent à leur secours. Les titres de fondation qu'ils leur accordèrent sont au nombre de six.
À l'époque de l'invasion des Suédois en Lorraine (1635), le R. P. directeur, Jacques Tonquer et quelques religieuses furent massacres par ces farouches luthériens, dans le grand jardin du monastère, où était, en 1780, le jardin appelé des mouches à miel.
Les ducs de Lorraine ont aussi accordé leur haute munificence a la maison de Rinting. Les religieuses possédaient, entre autres, une lettre de protection de Charles II, de 1421. Elles en avaient aussi de René II, d'Antoine et du duc François Ier. Celle de 1565, du duc Charles III, accorde aux religieuses, pour tout leur bétail, le droit de pâturage sur le finage de Fribourg, qui comme on sait, est éloigné de 10 kilomètres du monastère de Rinting ; le même droit fut confirmé en 1605 ; de plus, il fut accordé pour chaque année un muid de sel à prendre à la saline de Dieuze.

## Politique et administration
| Période                                  | Période   | Identité          | Étiquette | Qualité                     |
| ---------------------------------------- | --------- | ----------------- | --------- | --------------------------- |
| Les données manquantes sont à compléter. |           |                   |           |                             |
| 1971                                     | mars 1995 | Sauveur Mizzi     |           |                             |
| mars 1995                                | En cours  | Marie-Paule Bazin | DVD       | Retraitée de l'enseignement |

## Démographie

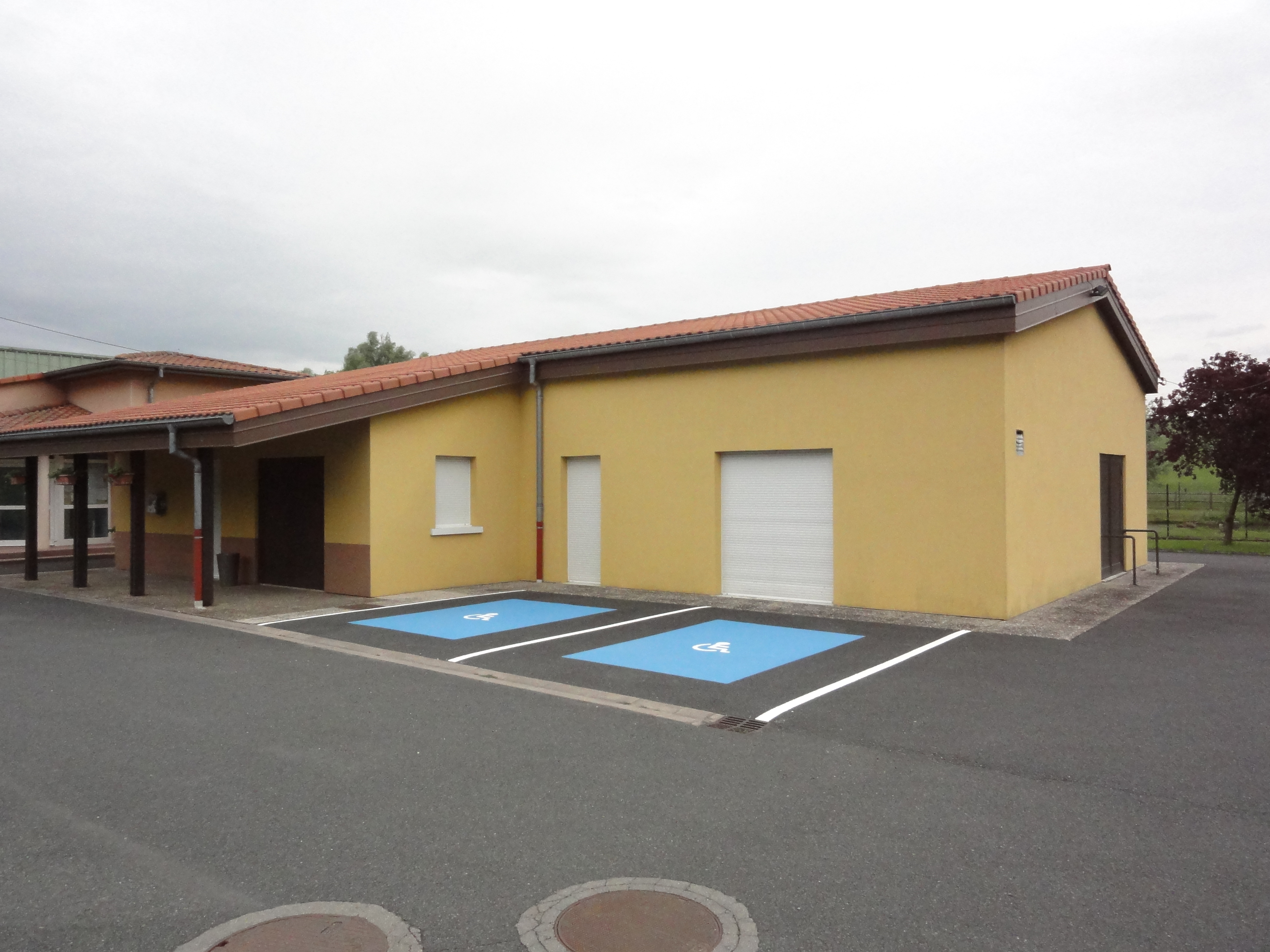
La salle communale.

L'évolution du nombre d'habitants est connue à travers les recensements de la population effectués dans la commune depuis 1793. Pour les communes de moins de 10 000 habitants, une enquête de recensement portant sur toute la population est réalisée tous les cinq ans, les populations de référence des années intermédiaires étant quant à elles estimées par interpolation ou extrapolation. Pour la commune, le premier recensement exhaustif entrant dans le cadre du nouveau dispositif a été réalisé en 2005.

En 2022, la commune comptait 189 habitants, en évolution de −4,06 % par rapport à 2016 (Moselle : +0,52 %, France hors Mayotte : +2,11 %).
| 1793 | 1800 | 1806 | 1821 | 1831 | 1836 | 1841 | 1846 | 1851 |
| ---- | ---- | ---- | ---- | ---- | ---- | ---- | ---- | ---- |
| 170  | 192  | 233  | 243  | 287  | 266  | 290  | 250  | 256  |

| 1856 | 1861 | 1871 | 1875 | 1880 | 1885 | 1890 | 1895 | 1900 |
| ---- | ---- | ---- | ---- | ---- | ---- | ---- | ---- | ---- |
| 236  | 222  | 200  | 203  | 168  | 176  | 175  | 179  | 195  |

| 1905 | 1910 | 1921 | 1926 | 1931 | 1936 | 1946 | 1954 | 1962 |
| ---- | ---- | ---- | ---- | ---- | ---- | ---- | ---- | ---- |
| 184  | 199  | 169  | 155  | 153  | 160  | 110  | 104  | 90   |

| 1968 | 1975 | 1982 | 1990 | 1999 | 2005 | 2006 | 2010 | 2015 |
| ---- | ---- | ---- | ---- | ---- | ---- | ---- | ---- | ---- |
| 97   | 124  | 160  | 179  | 167  | 170  | 171  | 162  | 195  |

| 2020 | 2022 | - | - | - | - | - | - | - |
| ---- | ---- | - | - | - | - | - | - | - |
| 190  | 189  | - | - | - | - | - | - | - |

## Culture locale et patrimoine

### Lieux et monuments
- Passage de la voie romaine.
- Vestiges d'une villa.
- La commune a la particularité de ne pas avoir d'église[20].
- Ancien couvent de Rinting (actuellement ferme).

### Héraldique
| Blason de Bébing | Blason  | Taillé d'or et de sable au lion d'azur dans l'or et d'argent dans le sable, armé, couronné et lampassé d'or. |
| Blason de Bébing | Détails | Le statut officiel du blason reste à déterminer.                                                             |

## Pour approfondir